# Кашине Бертана (Алесандрија)
Кашине Бертана је насеље у Италији у округу Алесандрија, региону Пијемонт.
Према процени из 2011. у насељу је живело 18 становника. Насеље се налази на надморској висини од 254 м.